# Гимнология
Гимноло́гия (от греч. ὕμνος — «[торжественная] песнь, гимн» и λέγω — «излагаю», а также λόγος — «слово; учение»):
1. Культовое песнопение хвалебного, гимнического характера, отличающееся особой торжественностью и величием (ὑμνο-λογέω — «воспеваю гимнами [хвалебными песнями], песнословлю, прославляю»; русская калька — «песнословие» («песнесловие»).
2. Вокальное исполнение хвалебного песнопения, пение гимна.
3. Позднейший (христианский) синоним термина гимно́дия.
4. Научная дисциплина, изучающая произведения гимнографии — церковные (богослужебные или литургические) песнопения[2].

## Источник
- Головатенко В., прот. Материалы для словаря церковно-певческой терминологии (текущая рабочая версия). Спб, 2005–2009.